# Lito Sheppard
Lito Decorian Sheppard (Jacksonville, 8 aprile 1981) è un ex giocatore di football americano statunitense che ha militato nel ruolo di cornerback nella National Football League (NFL).

## Carriera

### Philadelphia Eagles
Al college Sheppard giocò a football a Florida, venendo premiato come All-American. Fu scelto nel corso del primo giro (26º assoluto) del Draft NFL 2002 dai Philadelphia Eagles.
Nel 2004 Sheppard mise a segno 5 intercetti. Fu nominato miglior difensore del mese di novembre dopo avere fatto registrare due intercetti, ritornandoli in touchdown. A fine anno fu convocato per il suo primo Pro Bowl e inserito nel First-team All-Pro.
Il 2005 fu la prima di tre stagioni segnate dagli infortuni per Sheppard. Concluse saltando sei partite ma riuscì comunque a mettere a segno 3 intercetti.
L'8 ottobre 2006 Sheppard divenne il primo giocatore della storia ad avere due intercetti ritornati per più di 100 yard. Entrambi avvennero contro i Dallas Cowboys (nel 2004 e nel 2006). Il secondo sigillò la vittoria per 38–24 degli Eagles e assicurò loro il primo posto nella division. Nei playoff di quell'anno, nel turno delle wild card contro i New York Giants, Sheppard si slogò un polso, saltando la partita successiva, persa contro i Saints.
Prima della stagione 2008, gli Eagles firmarono l'ex cornerback dei New England Patriots Asante Samuel, che portarono a speculazioni che Sheppard potesse essere scambiato. Questi cambiò agente poco dopo. In quella stagione vide scendere i minuti in campo a causa delle buone prestazioni di Samuel e Sheldon Brown.

### New York Jets
Sheppard fu scambiato con i New York Jets il 28 febbraio 2009, per una scelta del quinto giro del Draft NFL 2009 e una da definire del Draft 2010. Con la nuova squadra ristrutturò il suo contratto. Fu svincolato il 4 marzo 2010.

### Minnesota Vikings
Sheppard firmò un contratto di un anno del valore di 2 milioni di dollari con i Minnesota Vikings il 21 aprile 2010. A fine anno esso non fu rinnovato.

### Oakland Raiders
Sheppard firmò con gli Oakland Raiders il agosto 2011, fu svincolato il 3 settembre e firmò nuovamente il 31 ottobre. In quella stagione disputò 9 partite, di cui 7 come titolare. A fine anno divenne free agent, non trovando più una squadra nella NFL.

## Palmarès

### Franchigia
- National Football Conference Championship: 1

Philadelphia Eagles: 2004

### Individuale
- Convocazioni al Pro Bowl: 2

2004, 2006
- First-team All-Pro: 1

2004